# Giammaria Ortes

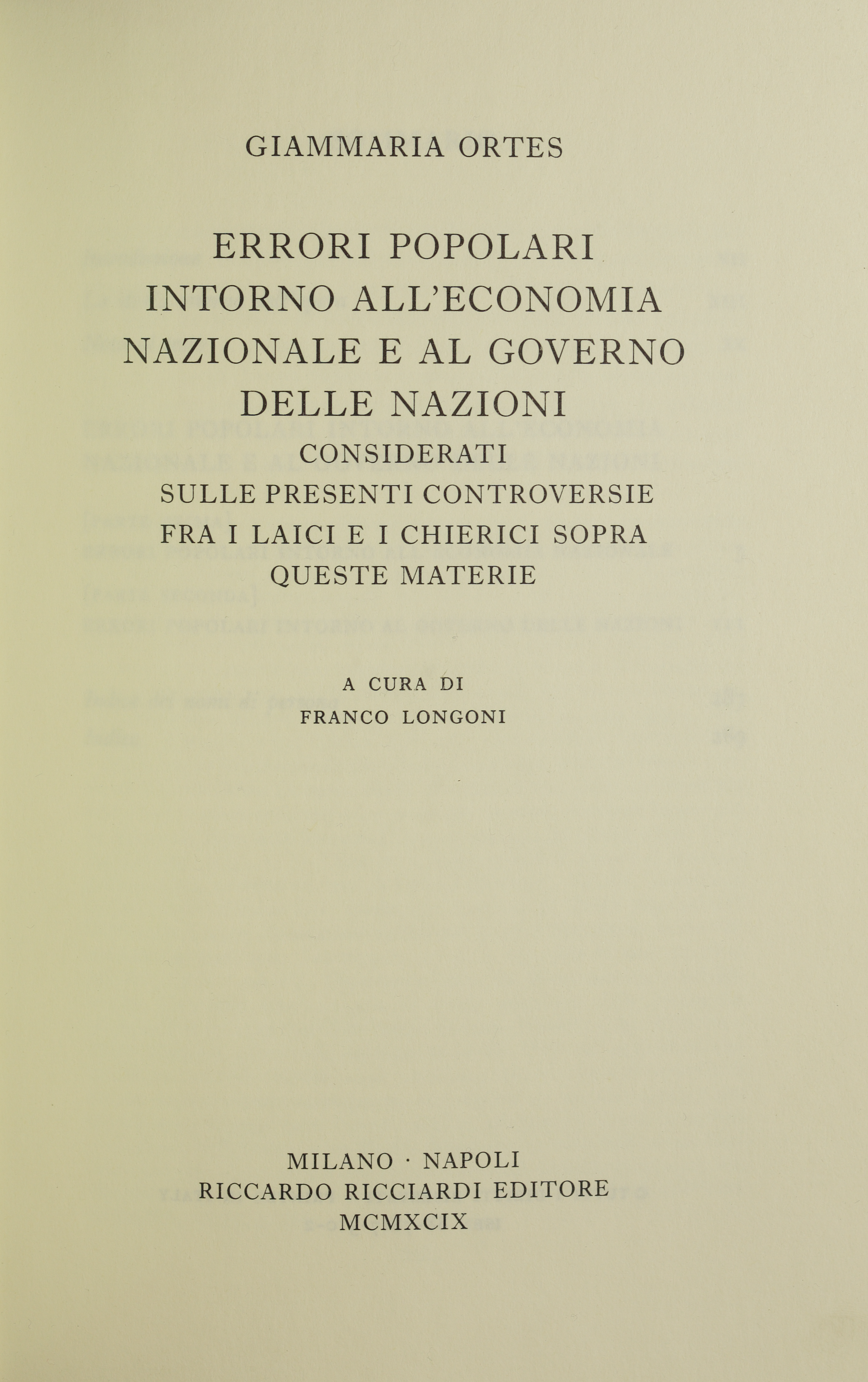
Errori popolari intorno all'economia nazionale e al governo delle nazioni, 1999

Giammaria Ortes, född 2 mars 1713 i Venedig, död där 22 juli 1790, var en italiensk nationalekonom.
Ortes tillhörde en tid den kamaldulensiska munkorden. Han torde ha varit den, som näst efter skotten Adam Ferguson använde benämningen "nationalekonomi" för den vetenskap, inom vilken han utövade en anmärkningsvärd verksamhet, särskilt genom Economia nazionale (1774) och Riflessioni sulla popolazione (1790), vilka jämte andra hans arbeten omtryckts i Pietro Custodis samlingsverk "Scrittori classici italiani di economia politica" (1802–16). 
Ortes, som för sin ekonomiska framställning begagnade en matematisk metod, vände sig skarpt mot merkantilismen, men delade ej i allmänhet de fysiokratiska principerna; han föregrep i vissa avseenden Adam Smith och Thomas Robert Malthus, speciellt den senare, i det han ansåg, att befolkningens förökning, om den erbjöds fritt spelrum, skulle försiggå i en geometrisk progression med fördubbling vart 30:e år.